# Iosif Petschovschi
Iosif Petschowski (n. 2 iulie 1921, Timișoara, România – d. 6 octombrie 1968, Arad, România) a fost un fotbalist din România, care a jucat la Echipa națională de fotbal a României.
Când a jucat în Campionatul ungar în perioada 1941-1944 a folosit numele József Perényi.
A jucat pe postul de mijlocaș central ofensiv. Primul meci în Divizia A: 2 iunie 1940: CAM Timișoara – Rapid București 4 - 1. Un fotbalist versatil, a fost folosit pe orice post, chiar și pe cel de portar, el apărând buturile într-o partidă oficială împotriva celor de la Gaz Metan Mediaș.
A fost primul fotbalist care a fost numit „Maestru Emerit al Sportului” și căruia i s-a conferit „Ordinul Muncii cl. II”, în 1952.
În anul 1946, la un an după ce Petschowski părăsise clubul CA Oradea, un fotbalist maghiar a ajuns în probe la formația RC Strasbourg, declarând că este József Perényi (numele sub care era cunoscut Petschowski în Ungaria). Până la urmă, s-a demonstrat că acel Perényi era doar un impostor, însă fotbalistul maghiar a reușit să stea o vreme la Strasbourg.

## Cariera la echipa națională
După ce evoluase în trei partide pentru echipa națională de fotbal a Ungariei în timp ce juca la Clubul Atletic Oradea, Petschowski a fost chemat și la echipa națională a României, după terminarea celui de-al doilea război mondial. La doar câteva săptămâni după încheierea războiului, la data de 30 septembrie 1945, România juca în Ungaria primul meci după o pauză de mai mult de doi ani.
Petschowski nu a fost singurul care a debutat la națională în acest meci, tocmai datorită acelei pauze foarte lungi în care naționala nu disputase nicio partidă. Deși a reușit să marcheze chiar la debut, Petschowski și românii au cedat fără drept de apel în fața maghiarilor, 2-7.
La data de 26 octombrie 1947 a fost suspendat pentru o perioadă de 3 luni, deoarece înainte de partida România - Polonia, meci amical care s-a desfășurat în acea zi la București, a pariat pe o victorie a adversarei României.
În anul 1952 Petschovschi a fost prezent la Jocurile Olimpice de Vară de la Helsinki, unde a jucat în singurul meci susținut de România, împotriva viitoarei campioane olimpice, Ungaria, care a trecut de România cu scorul de 2-1.
Ultimul meci susținut de Petschowski pentru echipa națională de fotbal a României a avut loc la data de 14 septembrie 1958, partidă în care România a pierdut la Leipzig, împotriva R.D. Germane, într-un meci amical. În total, Petschowski a disputat 32 de partide pentru echipa națională, marcând 11 goluri.

## Palmares
| Sezonul   | Echipa                   | Locul clasament (Divizia) | Meciuri jucate | Goluri |
| --------- | ------------------------ | ------------------------- | -------------- | ------ |
| 1939-1940 | Chinezul Timișoara       | 4 (B)                     | -              | -      |
| 1939-1940 | CAM Timișoara            | 5 (A)                     | 2              | 0      |
| 1940-1941 | Chinezul Timișoara       | 5 (B)                     | -              | -      |
| 1941-1942 | Chinezul Timișoara       | -                         | -              | -      |
| 1941-1942 | CA Oradea                | 5 (A)                     | -              | -      |
| 1942-1943 | CA Oradea                | 2 (A)                     | 3              | -      |
| 1943-1944 | CA Oradea                | 1 (A)                     | 22             | -      |
| 1944-1945 | CA Cluj                  | -                         | -              | -      |
| 1946-1947 | ITA Arad (UTA)           | 1 (A)                     | 22             | 12     |
| 1947-1948 | ITA Arad (UTA)           | 1 (A)                     | 15             | 3      |
| 1948-1949 | ITA Arad (UTA)           | 9 (A)                     | 22             | 9      |
| 1950      | Flamura roșie Arad (UTA) | 1 (A)                     | 16             | 5      |
| 1951      | Flamura roșie Arad (UTA) | 4 (A)                     | 19             | 5      |
| 1952      | CCA București            | 1 (A)                     | 21             | 9      |
| 1953      | CCA București            | 1 (A)                     | 10             | 3      |
| 1954      | CCA București            | 2 (A)                     | 19             | 7      |
| 1955      | Flamura roșie Arad (UTA) | 5 (A)                     | 17             | 7      |
| 1956      | Flamura roșie Arad (UTA) | 6 (A)                     | 23             | 8      |
| 1957      | Flamura roșie Arad (UTA) | 6 (A)                     | 6              | 2      |
| 1957-1958 | FC UTA Arad              | 10 (A)                    | 21             | 9      |
| 1958-1959 | FC UTA Arad              | 8 (A)                     | 22             | 3      |
| 1959-1960 | FC UTA Arad              | 7 (A)                     | 21             | 4      |
| 1960-1961 | FC UTA Arad              | 7 (A)                     | 23             | 2      |

- Ultimul meci în Divizia A: 11.06.1961: Steagul Roșu Brașov – FC UTA Arad 3 – 1
- Meciuri jucate în Divizia A: 273
- Goluri marcate în Diviza A: 86
- Titluri de campion: 5
- Câștigător al Cupei României: 2
- Meciuri în echipa națională: 32
- Goluri pentru echipa națională: 11
- Meciuri jucate pentru UTA: 227
- Goluri înscrise pentru UTA: 69
- Meciuri în campionatul Ungariei: 77

## Distincții
- Ordinul Muncii cl. a II-a (19 noiembrie 1952) pentru rezultatele obținute la Jocurile Olimpice de vară de la Helsinski[7]